# A volte ritornano ancora
A volte ritornano ancora è un film del 1996, diretto da Adam Grossman ispirato al racconto omonimo di Stephen King. È il secondo film della serie, preceduto da A volte ritornano (1991) e seguito da Stazione Erebus (1998).

## Trama
Jon Porter e sua figlia decidono di tornare nella loro città natia, ma al loro arrivo, la casa è infestata da presenze demoniache che li terrorizzano.

## Distribuzione
Il film è stato distribuito nel Regno Unito nell'agosto 1996, in Sudafrica il 1º novembre 1996, in Portogallo nel gennaio 1997.